# Сент Клер (језеро)
Сент Клер (енгл. Lake St. Clair) је језеро у Сједињеним Америчким Државама и Канади. Налази се на територији америчке савезне државе Мичиген и канадске покрајине Онтарио. Површина језера износи 1.140 km².